# 10194 Tonygeorge
A 10194 Tonygeorge (ideiglenes jelöléssel (10194) 1996 QN1) a Naprendszer kisbolygóövében található aszteroida. G. R. Viscome fedezte fel 1996. augusztus 18-án.

## Kapcsolódó szócikk
- Kisbolygók listája (10001–10500)